# Бронепалубни крайцери тип „Виктория Луизе“
Виктория Луизе (на немски: Victoria Louise) са серия бронепалубни крайцери, в немския флот „големи крайцери“ (на немски: Großer Kreuzer) на Императорските военноморски сили на Германия, станали преходен тип от бронепалубните крайцери към броненосните. Създавани са като универсални кораби. От проекта са построени всичко 5 единици: „Виктория Луизе“ (на немски: SMS Victoria Louise), „Херта“ (на немски: SMS Hertha), „Фрея“ (на немски: SMS Freya), „Винета“ (на немски: SMS Vineta) и „Ханза“ (на немски: SMS Hansa)

## Проектиране
Проекта е разработен без ясна концепция за развитието на флота занапред. Поради което типа „Виктория Луизе“ е опит да се направи универсален кораб. Който да служи като разузнавач при ескадрата, да е пречи на вражеските комуникации и едновременно с това да носи и колониална служба. Определено влияние върху проекта оказва опитът на японо-китайската война, в резултат на което крайцерите получават големокалибрени оръдия в оръдейни кули.

## История на службата
| Име              | строител                | заложен | спуснат на вода  | влизане в строй     |
| ---------------- | ----------------------- | ------- | ---------------- | ------------------- |
| „Виктория Луизе“ | „Везер“, Бремен         | 1896 г. | 29 март 1897 г.  | 20 февруари 1898 г. |
| „Херта“          | „Вулкан“, Щетин         | 1896 г. | 14 април 1897 г. | 23 юли 1898 г.      |
| „Фрея“           | стапели на ВМС в Данциг | 1896 г. | 27 април 1897 г. | октомври 1898 г.    |
| „Винета“         | стапели на ВМС в Данциг | 1896 г. | 14 април 1897 г. | 13 август 1899 г.   |
| „Ханза“          | „Вулкан“, Щетин         | 1896 г. | 12 март 1898 г.  | 20 април 1899 г.    |

След влизането си в строй се използват, основно, като учебни. Първоначално са трикоминни, но след ремонта в периода 1905 – 1913 г. стават двукоминни. С началото на бойните действия носят служба за брегова охрана. През 1915 г. „Виктория Луиза“ е преоборудван в минен заградител, а през 1920 г. – в товарен кораб. „Херта“ от 1915 г. служи като блокшив при въздушната станция във Фленсбург. Останалите кораби се намират в пристанищата и след войната са дадени за скрап.